# View From Above
View From Above — первое официальное концертное видео группы Jadis, выпущенное в 2003 году лейблом Metal Mind Productions в форматах DVD и VHS. Концерт был записан в тот же день (11 апреля 2003 года) и на той же сцене, что и концерт группы Arena, лёгший в основу их видео Caught in the Act. В качестве бонусов релиз содержал небольшую нарезку из любительских съёмок, произведённых во время тура группы; видеофрагмент выступления группы в 1994 году; интервью с вокалистом/гитаристом Гэри Чандлером и клавишником Мартином Орфордом, а также интернет-ссылки, фотогалерею и дискографию.

## Критика
Российский журнал Dark City, поставив 3 балла из 5 возможных, отметил в отношении релиза одно из лучших среди видео-релизов лейбла Metal Mind Productions качество изображения. Само же концертное выступление группы было названо пресным, а реакция зрителей близкой к безразличию.

## Сэт-лист концерта
1. The Great Outside
2. Where in the World
3. Alive Inside
4. Take These Words
5. Yourself Alone
6. Daylight Fades
7. More Than Meets the Eye
8. In Isolation
9. The Beginning and the End
10. Sleepwalk

## Участники
- Гэри Чандлер — вокал, гитара
- Стив Кристи — ударные
- Джон Джовитт — бас
- Мартин Орфорд — клавишные, бэк-вокал, флейта